# ラーケーリーの戦い
ラーケーリーの戦い（ラーケーリーのたたかい、英語：Battle of Lakheri）は、1793年6月1日にインドのラーケーリーにおいて、シンディア家とホールカル家の間で行われた戦闘。

## 概要
北インドに勢力を伸ばしていたシンディア家の当主マハーダージー・シンディアはホールカル家の当主アヒリヤー・バーイー・ホールカルと対立し、その関係は険悪であった。そして、ホールカル家と北インドの覇権をめぐる争いが発生した。
1793年6月1日、フランス人の軍事顧問ブノワ・ド・ボアーニュに率いられたマハーダージーの軍勢はトゥコージー・ラーオ・ホールカルの軍勢と、ラージャスターンラーケーリーで激突した。この戦いでシンディア家の軍勢は決定的な勝利を収め、その政治的優位が確立された。
だが、次代のダウラト・ラーオ・シンディアの治世にはそれが逆転し、1801年にウッジャインの戦いでヤシュワント・ラーオ・ホールカルに敗れた。